# Networked Media Tank
Networked Media Tank (NMT, sieciowy zasobnik multimedialny) – nazwa użyta po raz pierwszy dla opisu produktu wydanego przez firmę Syabas, którym był odtwarzacz Popcorn Hour A100.

## Zarys rynku NMT
Odtwarzacz Popcorn Hour (obecnie także w wersji A110), jest wciąż jednym z najpopularniejszych produktów klasy NMT, aczkolwiek dynamiczny rozwój rynku pozwala przypuszczać, że może się to zmienić. Najnowsze odtwarzacze tej klasy, często są wyposażane w oprogramowanie stworzone na licencji firmy Syabas, ale posiadają także różne zmiany konstrukcyjne, odróżniające je od ich pierwowzoru. 
Cechą charakterystyczną tych odtwarzaczy jest możliwość ingerencji w oprogramowanie. Dzięki temu, coraz liczniejsze grono entuzjastów tworzy samodzielnie nowe wersje firmware, a bazujące na tych doświadczeniach nowe produkty konkurencyjnych firm posiadają zupełnie odmienną konstrukcję i oprogramowanie. Przykładem tego procesu może być, produkt firmy Western Digital "HD TV". Urządzenie które nie posiada gniazda sieciowego a jedynie USB, a więc nie mogło zostać zakwalifikowane do tego segmentu, zostało przystosowane do spełniania funkcji urządzeń klasy NMT, dzięki stworzeniu alternatywnego oprogramowania oraz zastosowaniu ogólnie dostępnych kart sieciowych z gniazdem USB.

## Dostępne produkty

### Popcorn Hour
- Popcorn Hour A-100
- Popcorn Hour A-110
- Popcorn Hour B-110
- Popcorn Hour C-200
- Popcorn Hour A-200

### Digitek HDX
- HDX900
- HDX1000

### Kaiboer
- Kaiboer K100
- Kaiboer K200
- Kaiboer K300

### eGreat
- eGreat EG-M31A
- eGreat EG-M31B
- eGreat EG-M32B
- eGreat EG-M34A
- eGreat EG-M35A

### Shenzhen Elektron
- EHP-600
- EHP-606 Mini
- EHP-608

### Western Digital
- HD TV

|                              | PCH A100 | PCH A110     | HDX 900          | HDX 1000         | KAIBOER K100  | KAIBOER K200  | IstarHD H5    | Egreat M31B      | EHP-600 | EHP-606 |
| Chipset                      | SMP8635  | SMP8635      | SMP8635          | SMP8635          | SMP8635       | SMP8635       | SMP8635       | SMP8635          | SMP8635 | SMP8635 |
| RAM                          | 256 MB   | 256 MB       | 256 MB           | 256 MB           | 256 MB        | 256 MB        | 256 MB        | 256 MB           | 256 MB  | 256 MB  |
| Flash                        | 32 MB    | 32 MB        | 32 MB (256 Mbit) | 32 MB (256 Mbit) | 32 MB         | 32 MB         | 32 MB         | 32 MB (256 Mbit) | 32 MB   | 32 MB   |
| Ethernet                     | 10/100   | 10/100       | 10/100           | 10/100           | 10/100        | 10/100        | 10/100        | 10/100           | 10/100  | 10/100  |
| HDMI (up to 1080p)           | 1.1      | 1.3a         | 1.1              | 1.3a             | 1.3a          | 1.3           | 1.3a          | 1.3              | 1.1     | 1.3     |
| Component (up to 1080p)      | tak      | tak          | nie              | tak              | tak           | tak           | tak           | tak              | tak     | tak     |
| S-Video                      | tak      | tak          | nie              | nie              | nie           | nie           | nie           | nie              | nie     |         |
| Composite                    | tak      | tak          | nie              | tak              | tak           | tak           | tak           | tak              | tak     | tak     |
| S/PDIF Coaxial Digital Audio | tak      | nie          | tak              | tak              | tak           | tak           | nie           | nie              | tak     | tak     |
| S/PDIF Optical Digital Audio | nie      | tak          | tak              | tak              | tak           | tak           | tak           | tak              | nie     |         |
| Stereo Analog Audio (RCA)    | tak      | tak          | tak              | tak              | tak (5.1 RCA) | tak (5.1 RCA) | tak (5.1 RCA) | tak              | tak     | tak     |
| VGA                          | nie      | nie          | tak              | nie              | nie           | nie           | tak           | nie              | tak     | tak     |
| Cardea DRM (WMDRM-ND)        | tak      | tak          | nie              | nie              | nie           | nie           | nie           | nie              | nie     |         |
| USB 2.0 host                 | 2        | 2            | 2                | 2                | 1             | 2             | 2             | 2                | 2       |         |
| USB 2.0 slave                | nie      | 1            | nie              | 1                | 1             | 1             | 1             | 1                | nie     | 1       |
| PATA                         | 3.5      | nie          | nie              | nie              | nie           | nie           | nie           | nie              |         |         |
| SATA                         | nie      | 2,5 lub 3,5" | tak              | 2,5 lub 3,5"     | nie           | tak           | 2,5 lub 3,5"  | tak              | tak     | tak     |
| eSATA                        | nie      | nie          | tak              | nie              | tak           | nie           | tak           | tak              | nie     |         |
| SDHC/MMC Card Reader         | nie      | nie          | nie              | tak              | nie           | nie           | nie           | nie              |         |         |